# 毗建陀跋摩二世
建多达摩，梵文名毗建陀跋摩二世（Vikrantavarman II，?—?），林邑国7世紀末、8世紀初国王。
他的父親是国王諸葛地，建多达摩向唐朝進貢十五次之多，向唐朝朝贡。唐高宗永徽总章年间，林邑王钵迦含波摩累献驯象。唐玄宗先天开元年間，林邑王建多达摩又献驯象沉香琥珀等。